# Izpad sistema FAA v Združenih državah Amerike (2023)
11. januarja 2023 so bili leti v ZDA prizemljeni ali odloženi, ker si je Zvezna uprava za letalstvo (FAA) prizadevala odpraviti izpad sistema. FAA je ustavila vse odhodne lete do 9. ure zjutraj po lokalnem času.
Letala v zraku so lahko nadaljevala svojo pot do svojih ciljev. Okrog 8.30 zjutraj so leti znova začeli odhajati.
To je bilo prvič po 11. septembru 2001, ko je FAA izdala ukaz za prizemljitev vseh letov na tleh v Združenih državah.

## Incident
FAA je letalskim prevoznikom naročila, naj ustavijo vse domače lete, potem ko je njen sistem za opozarjanje pilotov NOTAM čez noč prenehal delovati. Okrog 8.30 zjutraj po lokalnem času so leti začeli znova odhajati, odhodi na drugih letališčih pa naj bi se nadaljevali do 9. ure zjutraj. Zaradi morebitnih poslovnih pravilnikov posameznih letalskih prevoznikov je lahko prišlo do nadaljnih zamud.

## Posledice
V ali iz ZDA je do 8.07 zjutraj skupno zamujalo 32.578 letov, odpovedanih je bilo še 409 notranjih letov.
Po incidentu so upadle delnice ameriških prevoznikov: vrednost delnice Southwest Airlines je padla za 2,4 %, medtem ko so delnice Delta Air Lines Inc, United Airlines in American Airlines padle za približno 1 %.

## Odzivi
Ameriški predsednik Joe Biden je bil obveščen o izpadu sistema FAA. Bela hiša je sporočila, da ni dokazov o kibernetskem napadu, vendar da je predsednik zaprosil za preiskavo.